# Campeonato Paulista de Futebol de 1998
O Campeonato Paulista de Futebol de 1998, também conhecido como Série A1 do Campeonato Paulista de Futebol de 1998, foi a 58.ª edição da principal divisão do futebol de São Paulo organizado pela Federação Paulista de Futebol (FPF). Teve o São Paulo como campeão e o Corinthians como o vice-campeão. O Juventus foi rebaixado para a Série A2 da temporada seguinte. França, do São Paulo, foi o maior goleador do torneio, com 12 gols

## Participantes
| Equipes             | Equipes             |
| ------------------- | ------------------- |
| Araçatuba           | Araçatuba           |
| Corinthians         | São Paulo           |
| Guarani             | Campinas            |
| Inter de Limeira    | Limeira             |
| Ituano              | Itu                 |
| Juventus            | São Paulo           |
| Matonense           | Matão               |
| Mogi Mirim          | Mogi Mirim          |
| Palmeiras           | São Paulo           |
| Portuguesa          | São Paulo           |
| Portuguesa Santista | Santos              |
| Rio Branco          | Americana           |
| Santos              | Santos              |
| São José            | São José dos Campos |
| São Paulo           | São Paulo           |
| União São João      | Araras              |

## Regulamento
Na primeira fase, doze equipes, divididas em dois grupos com seis clubes cada, disputaram partidas em turno e returno dentro de cada chave. Os quatro melhores de cada grupo juntaram-se, na segunda fase, a Corinthians, Palmeiras, Santos e São Paulo, que estavam jogando o Torneio Rio-São Paulo. Os doze clubes remanescentes foram novamente divididos em duas chaves com seis times cada, jogando partidas em turno e returno dentro de cada grupo. Os dois melhores de cada grupo classificaram-se para as semifinais, disputadas em jogos de ida e volta. Os vencedores de cada semifinal enfrentaram-se nas finais, também em duas partidas. Os quatro clubes eliminados na primeira fase disputaram um quadrangular, conhecido como "Torneio da Morte". O último colocado desse grupo foi rebaixado à Série A2 em 1999.
Numa tentativa de atrair o público, o campeonato teve shows, sorteios de carros e até cheerleaders. As rendas de todas as partidas foram previamente vendidas para a empresa VR (do ramo de vales-refeição), que pagou 41 milhões de reais, garantindo uma cota mínima em cada jogo para os clubes. Assim, a VR não permitia a divulgação das rendas das partidas, embora os clubes já soubessem por antecedência quanto iriam ganhar. O público pagante seguiu sendo divulgado, porém, em diversas partidas disputadas em estádios no interior, o total anunciado era sempre de seis mil pagantes, o mínimo exigido para que os clubes recebessem a cota.

## Primeira fase
Classificação final
| Grupo 1 |                     |    |    |   |   |   |    |    |    |
| Pos | Time                | PG | J  | V | E | D | GP | GC | SG |
| 1 | Ituano              | 19 | 10 | 6 | 1 | 3 | 27 | 15 | 12 |
| 2 | São José            | 18 | 10 | 6 | 0 | 4 | 18 | 17 | 1  |
| 3 | Portuguesa          | 14 | 10 | 4 | 2 | 4 | 19 | 18 | 1  |
| 4 | União São João      | 14 | 10 | 4 | 2 | 4 | 14 | 18 | -4 |
| 5 | Portuguesa Santista | 13 | 10 | 4 | 1 | 5 | 18 | 22 | -4 |
| 6 | Juventus            | 9  | 10 | 3 | 0 | 7 | 18 | 24 | -6 |
| Grupo 2 |                     |    |    |   |   |   |    |    |    |
| Pos | Time                | PG | J  | V | E | D | GP | GC | SG |
| 1 | Rio Branco          | 17 | 10 | 5 | 2 | 3 | 18 | 13 | 5  |
| 2 | Guarani             | 16 | 10 | 4 | 4 | 2 | 16 | 13 | 3  |
| 3 | Mogi Mirim          | 14 | 10 | 4 | 2 | 4 | 22 | 16 | 6  |
| 4 | Matonense           | 14 | 10 | 4 | 2 | 4 | 17 | 21 | -4 |
| 5 | Internacional       | 13 | 10 | 3 | 4 | 3 | 15 | 16 | -1 |
| 6 | Araçatuba           | 7  | 10 | 1 | 4 | 5 | 12 | 21 | -9 |
| PG - pontos ganhos; J - jogos; V - vitórias; E - empates; D - derrotas; GP - gols pró; GC - gols contra; SG - saldo de gols |                     |    |    |   |   |   |    |    |    |

## Segunda fase
Após uma fase pré-classificatória apenas com times menores, os quatro grandes do futebol paulista entraram na disputa a partir da segunda fase. Divididos em dois grupos, o Trio de Ferro classificou-se para as semifinais sem maiores problemas. A surpresa foi o Santos, eliminado pela Portuguesa de Desportos.
Classificação final
| Grupo 1 |                |    |    |   |   |   |    |    |     |
| Pos | Time           | PG | J  | V | E | D | GP | GC | SG  |
| 1 | Corinthians    | 20 | 10 | 5 | 5 | 0 | 18 | 10 | 8   |
| 2 | Palmeiras      | 19 | 10 | 5 | 4 | 1 | 20 | 17 | 3   |
| 3 | Guarani        | 17 | 10 | 5 | 2 | 3 | 19 | 14 | 5   |
| 4 | Ituano         | 12 | 10 | 3 | 3 | 4 | 14 | 14 | 0   |
| 5 | Mogi Mirim     | 10 | 10 | 3 | 1 | 6 | 18 | 19 | -1  |
| 6 | União São João | 4  | 10 | 1 | 1 | 8 | 7  | 22 | -15 |
| Grupo 2 |                |    |    |   |   |   |    |    |     |
| Pos | Time           | PG | J  | V | E | D | GP | GC | SG  |
| 1 | São Paulo      | 25 | 10 | 8 | 1 | 1 | 31 | 10 | 21  |
| 2 | Portuguesa     | 18 | 10 | 5 | 3 | 2 | 20 | 13 | 7   |
| 3 | Santos         | 14 | 10 | 4 | 2 | 4 | 23 | 14 | 9   |
| 4 | Matonense      | 13 | 10 | 4 | 1 | 5 | 18 | 21 | -3  |
| 5 | Rio Branco     | 11 | 10 | 3 | 2 | 5 | 16 | 29 | -13 |
| 6 | São José       | 3  | 10 | 0 | 3 | 7 | 9  | 30 | -21 |
| PG - pontos ganhos; J - jogos; V - vitórias; E - empates; D - derrotas; GP - gols pró; GC - gols contra; SG - saldo de gols |                |    |    |   |   |   |    |    |     |

## Torneio da Morte
Os quatro clubes eliminados na primeira fase disputaram um quadrangular para decidir o clube rebaixado à Série A2 em 1999. O Juventus ficou em último lugar e foi rebaixado.
Classificação final
| Torneio da Morte |                     |    |   |   |   |   |    |    |    |
| Pos | Time                | PG | J | V | E | D | GP | GC | SG |
| 1 | Internacional       | 11 | 6 | 3 | 2 | 1 | 10 | 8  | 2  |
| 2 | Araçatuba           | 10 | 6 | 3 | 1 | 2 | 6  | 3  | 3  |
| 3 | Portuguesa Santista | 8  | 6 | 2 | 2 | 2 | 7  | 8  | -1 |
| 4 | Juventus            | 4  | 6 | 1 | 1 | 4 | 8  | 12 | -4 |
| PG - pontos ganhos; J - jogos; V - vitórias; E - empates; D - derrotas; GP - gols pró; GC - gols contra; SG - saldo de gols |                     |    |   |   |   |   |    |    |    |

## Semifinais
Em uma das semifinais, o São Paulo classificou-se para a final sem maiores problemas, vencendo ambos os jogos contra o Palmeiras de Luís Felipe Scolari, Alex, Zinho, Paulo Nunes e Oséas, pelos placares de 2 a 1 e 3 a 1.
Na outra semifinal, o Corinthians, com melhor campanha, jogava por dois resultados iguais. Após um empate por 1 a 1 na primeira partida, a Portuguesa de Leandro, César e Émerson precisava vencer o jogo de volta para se classificar à final. Em desvantagem no placar, o Corinthians empatou o jogo com um pênalti mal marcado, assinalado pelo árbitro argentino Javier Castrilli quase no fim da partida. Os corintianos reclamam da expulsão do meia Marcelinho Carioca além de impedimento de Evair no primeiro gol da Portuguesa, confirmado pelo próprio atacante em entrevista ao jornalista Datena "Dá pra ver que eu estou um pouquinho adiantado [...] isso aí, não tenha dúvida". O Corinthians empatou o clássico em 2 a 2 e foi às finais.
| Data        |             | Placar |             |
| 18 de abril | Portuguesa  | 1×1    | Corinthians |
| 26 de abril | Corinthians | 2×2    | Portuguesa  |
| 19 de abril | Palmeiras   | 1×2    | São Paulo   |
| 25 de abril | São Paulo   | 3×1    | Palmeiras   |

## Finais
As finais foram disputadas no Morumbi, com o São Paulo precisando de dois resultados iguais para ser campeão. O Corinthians de Vanderlei Luxemburgo, Marcelinho Carioca, Gamarra, Vampeta e Rincón venceu a primeira partida por 2 a 1, adquirindo a vantagem de precisar de apenas um empate na finalíssima.
O último grande reboliço do campeonato foi a contratação de Raí, pelo São Paulo, para o jogo de volta. Como o regulamento era omisso, o clube pôde inscrevê-lo para disputar apenas uma partida, justo a grande final.
O Tricolor precisava de uma vitória simples para ser campeão. Liderado por Raí, Rogério Ceni, França, Serginho, Carlos Miguel e Denílson, o time impôs-se e terminou o primeiro tempo vencendo por 1 a 0, gol de Raí em sua reestreia. Após o intervalo, Didi empatou para o Corinthians, colocando o Timão próximo do bicampeonato, novamente em cima do São Paulo, como no ano anterior. Mas Raí lançou França, que fez 2 a 1. No fim da partida, França marcou 3 a 1 pro São Paulo e definiu o 19º paulista do clube.

### Jogo de ida
| 3 de maio de 1998  | Corinthians                       | 2–1   | São Paulo   | Morumbi, São Paulo, SP                              |
| 16 horas Histórico | Marcelinho Carioca 24' · Cris 67' | Ficha | Fabiano 36' | Público: 79 972 Árbitro: David Elleray (Inglaterra) |

Corinthians: Nei, Rodrigo, Cris, Gamarra e Silvinho; Romeu, Vampeta, Rincón e Souza (Marcelinho Paulista); Marcelinho Carioca e Mirandinha (Didi, depois Célio Silva).
Técnico: Vanderlei Luxemburgo.
São Paulo: Rogério Ceni, Zé Carlos, Capitão, Marcio Santos e Serginho; Alexandre Rotweiller, Gallo (Aristizábal), Fabiano e Denílson; França e Dodô.
Técnico: Nelsinho Baptista

### Jogo de volta
| 10 de maio de 1998 | São Paulo                  | 3–1   | Corinthians | Morumbi, São Paulo, SP                   |
| 16 horas Histórico | Raí 30' · França 57' e 82' | Ficha | Didi 50'    | Público: 80 000 Árbitro: Sidrack Marinho |

São Paulo: Rogério Ceni, Zé Carlos, Capitão, Márcio Santos (Bordon) e Serginho; Alexandre Rotweiller, Fabiano, Raí (Aristizábal) e Carlos Miguel (Gallo); França e Denílson.
Técnico: Nelsinho Baptista
Corinthians: Nei, Rodrigo (Didi), Cris, Gamarra e Silvinho; Romeu (Edílson), Vampeta, Souza (Marcelinho Paulista) e Rincón; Marcelinho Carioca e Mirandinha.
Técnico: Vanderlei Luxemburgo

## Premiação
| Campeão Paulista de 1998 |
| ------------------------ |
| SÃO PAULO (19º título)   |